# Umpumppikett
Das Umpumppikett (früher: Flüssiggaspikett) ist eine von der Gebäudeversicherung Kanton Zürich (GVZ) gegründete Feuerwehrorganisation, welche in der ganzen Schweiz aufgeboten werden kann, um grössere Mengen Flüssigkeiten oder Flüssiggase umzupumpen. Auf Initiative der Betriebsfeuerwehr Kolb in Hedingen und der Stützpunktfeuerwehr Affoltern wurde es 2001 von der GVZ gegründet und besteht zurzeit aus 40 Angehörigen der Feuerwehr. Trotz des generell sehr guten Ausbildungs- und -rüstungsstands der Schweizer Feuerwehren wurde die Gründung des Piketts notwendig, da es speziell für Unfälle mit Flüssiggasen an Einsatzmaterialien fehlte. Bisher kam bei solchen Ereignissen meist die Werkfeuerwehr BASF in Ludwigshafen am Rhein zum Einsatz.
Das Umpumppikett setzt sich aus der Berufsfeuerwehr Schutz & Rettung Süd, der Berufsfeuerwehr Schutz & Rettung Nord, der Stützpunktfeuerwehr Affoltern am Albis sowie der Stützpunktfeuerwehr Meilen zusammen. Jeder Stützpunkt rückt mit einem Universallöschfahrzeug oder Chemiefahrzeug und einem Mannschaftstransportfahrzeug aus.
Zudem gibt es einen Lösch- und Rettungszug der Schweizerischen Bundesbahnen und Pikettleute bei der Midor AG und der Kolb AG sowie weitere ausserkantonale Fachspezialisten der Firmen Schärer & Schläpfer AG in Rothrist. Das Aufgebot erfolgt seit März 2002 über die Telefonnummer 118 und danach über die Einsatzleitzentrale des Kantons Zürich.
Das Pikett übt pro Jahr fünf Mal unter Echtbedingungen das Umpumpen von Flüssigkeiten wie Ammoniak, Butan, Butan-1, Ethylenoxid, Isobuten, Propan und Propylen. Angeschafft und finanziert wurde das Spezialmaterial von den Kantonen der Feuerwehrinspektoren Ostschweiz (OSFIK) und den SBB. Unterhalten wird das Pikett durch die Gebäudeversicherung des Kantons Zürich, Abteilung Kantonale Feuerwehr.
Seinen ersten grossen Einsatz hatte das Umpumppikett im Februar 2005, als 14.000 Liter hochprozentige Schwefelsäure in einem Betrieb in Uetikon ausliefen.